# Aussichtsturm Wismar

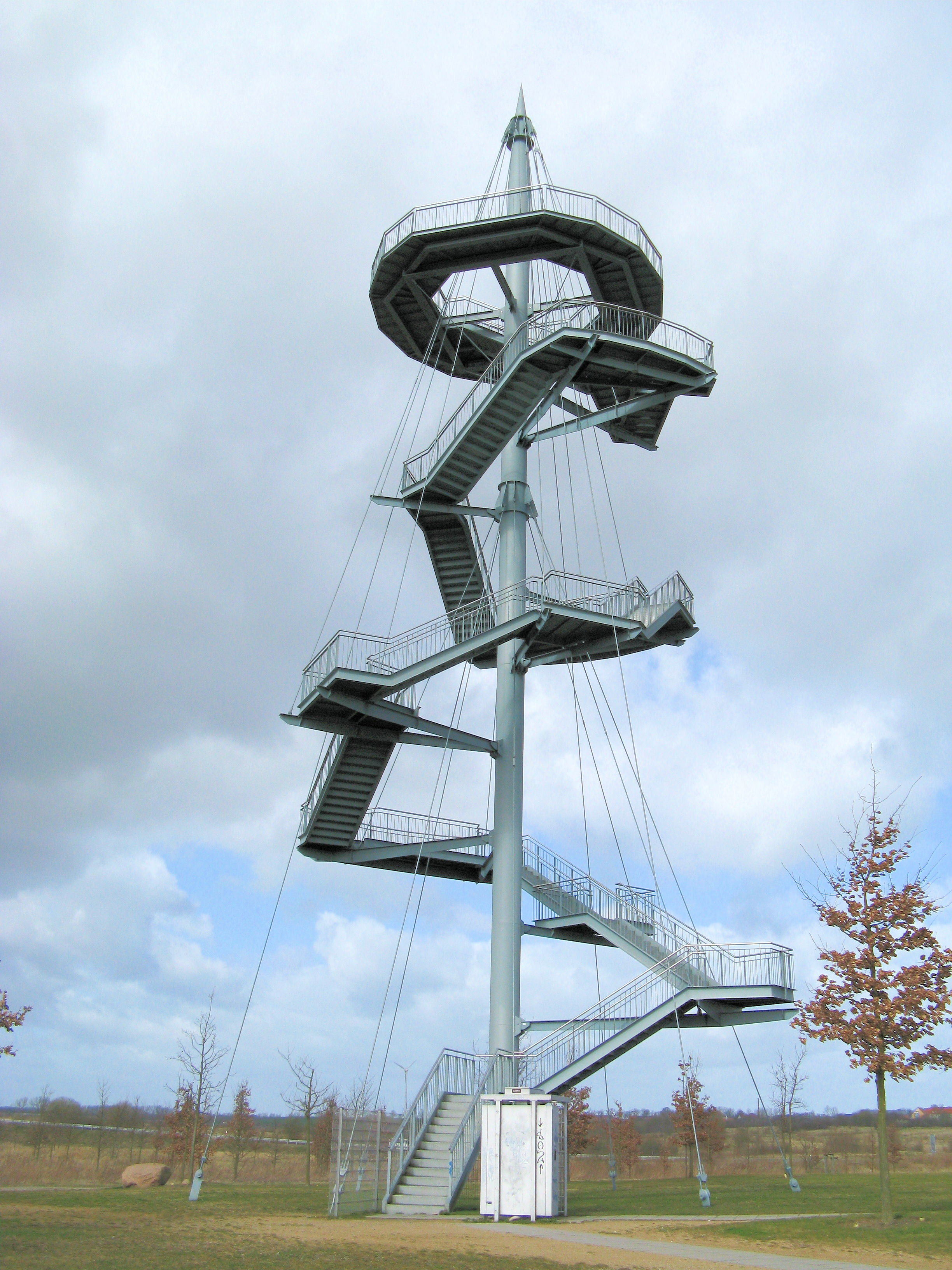
Aussichtsturm Wismar

Der Aussichtsturm Wismar befindet sich im Bürgerpark der Hansestadt Wismar, auf dem Gelände der Landesgartenschau 2002. Der 37 m hohe, zur Gartenschau errichtete Turm ist als abgespannter Stahlrohrturm ausgeführt. Die Aussichtsplattform liegt auf 28 m Höhe. Die Treppen und Podeste sind frei um den zentralen Mast herum angebracht.